# Tapie (série télévisée)
Pour les articles homonymes, voir Tapie.
Tapie (initialement titrée Wonderman) est une série télévisée française créée par Tristan Séguéla et Olivier Demangel et diffusée en 2023 sur Netflix. Il s'agit d'une fiction biographique sur Bernard Tapie, centrée sur les années 1960 à 1990. Elle est constituée de sept épisodes et est diffusée à partir du 13 septembre 2023.

## Synopsis
À la fin des années 1960, Bernard Tapie se lance dans les affaires. Cet homme ambitieux va développer de nombreux projets et entreprises, se lancer dans la chanson ainsi que dans le sport et la politique. S'il connait de nombreux succès, il va également essuyer de lourds échecs, perpétuellement accompagné et soutenu par sa seconde femme. 31 ans du parcours d'un homme d'affaires de 1966, à 1997 lorsqu'il entre en prison, avec en filigrane l'obsession de la réussite propre à ces années-là.

## Distribution
- Laurent Lafitte : Bernard Tapie
- Joséphine Japy : Dominique Tapie, née Mialet-Damianos, sa seconde épouse
- Patrick d'Assumçao : Jean-Baptiste Tapie, son père
- Fabrice Luchini : Marcel Loiseau
- Ophélia Kolb : Michèle Tapie, sa première épouse
- Hakim Jemili : Farid Bentarek
- Catherine Chevallier : Raymonde Tapie, sa mère
- Camille Chamoux : Nicole
- Antoine Reinartz : Me Fabien Bogaert
- Roberto Calvet : Jean-Jacques Eydelie
- Samuel Labarthe : François Mitterrand
- David Talbot : Éric de Montgolfier
- Nicolas Lumbreras : Sylvain, le vendeur électroménager
- Julien Frison : Alexis Clairet de Granval, un aristocrate
- Alexia Giordano : Caroline Clairet de Granval, une amie de Dominique
- Alexandre Blazy : Docteur Serge Nahon
- Anne Benoît : Sandrine Leduc, la représentante de la CGT
- Grégoire Oestermann : Charles Coupant
- Zoé Marchal : Stéphanie Tapie, sa fille
- Nicolas Vaude : Coutanson, l'éditeur
- Jason Chicandier :  Gérard, le réalisateur
- Sébastien Chassagne : Julien
- Philippe Uchan : Jean-Pierre Bernès
- Philippe Résimont : Raymond Goethals
- Pascal Elso : Robert Vigouroux
- Philippe Dusseau : un banquier
- Régis Royer : un banquier
- Benoît Pétré :  Michel Deboize
- François Pérache :  le commissaire aux comptes
- Camille le Gall
- Romain Francisco : l'arbitre du match VA-OM
- Philippe Chaine :  client téléviseur
- François Rollin : Albert, le conseiller spécial
- Christophe Faivre : André Laignel
- Sylvain Jouret : Jacques Glassmann
- Pierre Cévaër : Christophe Robert
- Joseph de Gabriel	: Jorge Burruchaga
- Boubacar Kabo : Basile Boli
- Stanislas Stanic : Boro Primorac
- Laura Eva Zimmer : Journaliste FR3

## Production

### Genèse et développement
Tristan Séguéla imagine au départ un long-métrage, mais le format Netflix modifie ses projets. Il voulait depuis longtemps raconter l'histoire de Bernard Tapie, même si ce dernier y était opposé : « Je l'ai croisé et je lui ai annoncé que je voulais faire une série sur lui. Sa réaction a été simple, il m'a dit : « Je t'arrête tout de suite, c'est non ! » Ce à quoi j'ai répondu que je n'étais pas venu demander son autorisation mais simplement le prévenir que j'allais m'y atteler. J'aurais pu m'arrêter là, évidemment, mais s'il y a bien une chose sur laquelle Tapie m'a inspiré, c'est de ne pas m'en tenir à ce genre de mise en garde. Lui-même n'en aurait [pas] tenu compte. » Tristan Séguéla a eu l'idée de cette série lors du tournage de sa comédie 16 ans ou presque dans laquelle il a dirigé Laurent Lafitte, :
« La série est née dans la loge de ce film que je tournais avec Laurent. On se disait tous les deux qu'il ressemblait incroyablement à Bernard Tapie. On s'est fait la réflexion à peu près au même moment. Je lui ai dit à ce moment-là que je voulais travailler sur un projet de fiction consacré au mythe, Bernard Tapie. Et il se trouve que lui aussi, c'était un truc qu'il rêvait de faire ! Alors on s'est tapé dans la main. On a gardé en tête cette envie de retravailler ensemble. Entre temps, avec Olivier Demangel et Bruno Nahon, on a travaillé sur un autre projet et c'est là où l'on a parlé concrètement de faire une série autour de Bernard Tapie. C'était il y a 9 ans. » Ce qu'explique également l'acteur : « En 2010, pour 16 ans ou presque, […] je portais une perruque qui me faisait ressembler un peu à Tapie. Avec Tristan, sur le tournage, on en plaisante. Et je lui dis que ça fait un moment que je pense qu'il y a un projet à imaginer ; il me répond qu'il y pense aussi. alors on s'est lancé. »
La série est initialement annoncée sous le titre Wonderman, en clin d’œil à l'entreprise Wonder rachetée par Bernard Tapie en 1984. La série est présentée comme une adaptation libre de faits réels et une version romancée de la vie de l'homme d'affaires, : « Tout est vrai… à 50 % » affirme Tristan Séguéla.
Bernard Tapie n'a pas été impliqué dans l'écriture de la série, comme le raconte Tristan Séguéla : « Dès que l'idée est venue, je l'en ai informé parce que je trouvais ça bien de le faire. Mais on n'a pas cherché à avoir son aval ou son avis. Il n'a pas été du coup impliqué dans l'écriture ni dans les scripts. J'ai tenu à ce qu'on garde une indépendance absolue. Son implication serait incompatible avec la part de fiction qu'on veut mettre dans la série. Mais il n'a pas cherché à l'empêcher non plus. Il a pris acte et c'est tout. »

### Attribution des rôles
Laurent Lafitte est annoncé dans le rôle-titre en juin 2021. L'acteur souligne que le fait que Tapie avait une personnalité publique et que « tout le monde le connaît », il voit son rôle comme « un challenge ». Pourtant, même si des essais sont réalisés avec des prothèses de mâchoires pour augmenter la ressemblance, Laurent Lafitte souhaite interpréter le personnage sans chercher à pousser la ressemblance.
En mars 2022, Fabrice Luchini, Patrick d'Assumçao, Sarah Suco et Joséphine Japy sont annoncés, la dernière dans le rôle central de Dominique Tapie, dernière épouse de l'homme d'affaires, dont pourtant peu de choses sont connues,,. 

### Tournage
Le tournage commence le 7 mars 2022 et se déroule à Paris et dans le sud de la France. Les scènes de l’imprimerie sont tournées à l’imprimerie Siep à Bois-le-Roi.

## Diffusion
La série est présentée en avant-première au festival Canneseries en avril 2023. Elle est diffusée à partir du 13 septembre 2023 sur Netflix.

## Controverse
De son vivant, Bernard Tapie s'était opposé à ce projet, bien qu'il soit développé par Tristan Séguéla, le fils de son ami Jacques Séguéla. En juin 2021, il déclare ainsi dans la presse : « J'étais contre. C'est le fils d'un copain. Le faire sans me demander mon accord de principe, ce n'est pas très bien. ». En mars 2023, Dominique Tapie déclare qu'elle est opposée au projet car son mari était, lui-même, contre. Elle précise que, selon elle, c'est leur fils Laurent qui aurait dû raconter cette histoire. Ce dernier « avait sous le coude un projet du même type. Je pense que c'est la vraie raison de son refus » précisent à la fois le réalisateur ainsi que l'acteur principal.

## Accueil critique

### En France
La série a récolté la note moyenne de 4,2/5 chez les critiques selon Allociné (et 4,1 pour les spectateurs). 
Le Figaro Magazine note « Un pari gonflé et absolument réussi », Le Journal du dimanche « biopic est à l'image de son héros : plein d'énergie, drôle, cynique, surprenant », Ouest-France « une mini-série saisissante en sept épisodes, brillamment écrite », Le Parisien « Une série ultra-efficace, au rythme enlevé, drôle et sombre à la fois, aux dialogues savoureux, portée par un casting de luxe », et pour Le Monde « Pendant que Laurent Lafitte exprime à nouveau l’essence corrompue et corruptrice de son personnage, David Talbot construit une figure assez solide et rusée pour faire trébucher l’homme pressé et donner enfin un sens à cette course folle ». Plus nuancés, pour Les Inrockuptibles « Parfois empruntée, souvent trop rapide — il aurait fallu plus d'épisodes pour couvrir toutes les histoires potentielles de ce véritable Zébulon —, Tapie trouve son rythme et son angle moral en soignant ses personnages secondaires ». 
Le Point souligne que, au delà d'une ressemblance physique, « [Laurent] Lafitte s'en donne à cœur joie en prêtant son charisme au turbulent homme d'affaires. Et, à 50 ans, il reste crédible de bout en bout, sans jamais tomber dans la caricature ». Ce que confirme Le Parisien Week-end en affirmant que « Laurent Lafitte est bluffant dans la peau de Bernard Tapie ! ».

### À l'étranger
À l'international, la série réalise une moyenne de 7,4/10 selon IMDB. 
La série réalise une belle performance d'audimat, et se classe dans le top 10 mondial de Netflix en 2023.

## Distinctions
La série remporte en 2024 le BAFTA Award de la meilleure série étrangère, devant des poids lourds de l'industrie comme HBO avec The Last of Us et Succession.